# Færabakur
Færabakur ist eine Sandbank vor der Ostküste Islands, etwa 14 Kilometer in ostsüdöstlicher Richtung von der Halbinsel Kambanes entfernt. Sie liegt normalerweise 6,30 Meter unter der Wasseroberfläche, bei hoher See ist sie dadurch erkennbar, dass sich die Wellen an ihr brechen. Mit Grillir und Álftindsboði liegen zwei untermeerische Riffe in der unmittelbaren Umgebung.
Færabakur wie auch die südlich gelegene Insel Hvalbakur gelten als Kandidaten für eine Sichtung durch den niederländischen Navigator und Kartographen Joris Carolus im Jahre 1617, die er als Opdams-Insel bezeichnete. Da der von ihm angegebene Breitengrad mit 66°N  aber etwa eineinviertel Breitengrade nördlich verläuft und dort kein Land vorhanden ist, fand diese für einen Zeitraum von fast anderthalb Jahrhundert als Phantominsel, jetzt unter dem Namen Enchuysen, Eingang in zeitgenössische Kartenwerke.